# THE GATESの3枚目のミュージックカード (タイトル無し)
『アメガフルタビ』は、2013年8月2日にTHE GATESがリリースした2枚目のシングルである。

## 解説
- レコーディング風景が撮影された写真も収録されている。

## 収録曲
| 全編曲: THE GATES。 |                          |          |          |
| #                   | タイトル                 | 作詞     | 作曲     |
| 1.                  | 「アメガフルタビ」       | 渡辺英樹 | 渡辺英樹 |
| 2.                  | 「あの通りだったっけ？」 |          |          |